# Progura gallinacea
Progura gallinacea ist ein ausgestorbenes australisches Großfußhuhn. Es war nahe mit dem rezenten Thermometerhuhn verwandt, jedoch deutlich größer. 1888 wurde diese Art von Charles Walter De Vis anhand von fossilem Material aus dem Pliozän und dem Pleistozän beschrieben, das in Ablagerungen in Darling Downs und Chinchilla im südöstlichen Queensland entdeckt wurde. Material, das dieser Art zugeschrieben wird, ist ebenfalls aus Südaustralien sowie vom Wellington Valley und aus den Wombeyan Caves in New South Wales bekannt.

## Beschreibung
Der australische Ornithologe und Paläontologie Gerard Frederick van Tets schätzte das ungefähre Gewicht auf 5 bis 7 kg. Die Proportionen der Röhrenknochen ähnelten denen des Thermometerhuhns, sie waren jedoch größer und robuster. Weiter waren bei Progura gallinacea der Schnabel, der Kopf und der Körper verhältnismäßig breiter. Der tiefe Kiel des Brustbeins deutet darauf hin, dass das Riesenthermometerhuhn flugfähig war.

## Systematik
1888 beschrieb De Vis das Taxon Progura gallinacea als Verwandten der Krontauben (Goura) und stellte es in die Ordnung der Taubenvögel (Columbiformes). 1889 beschrieb er das Taxon Chosornis praeteritus als Großfußhuhn und 1891 Palaeopelargus nobilis als Storchenart. 1974 untersuchte van Tets das Knochenmaterial von De Vis. Er erkannte die Verwandtschaft mit den Großfußhühnern und ordnete das gesamte Material einer Art zu. Chosornis praeteritus und Palaeopelargus nobilis wurden daraufhin mit Progura gallinacea synonymisiert. Ferner beschrieb er das Taxon Progura naracoortensis auf der Basis von Material, das 1945 in den Naracoorte Caves im südlichen South Australia gefunden wurden. Die Knochen unterschieden sich von denen von Leipoa gallinacea hinsichtlich der Größe und der Beinproportionen. Zwischen 2008 und 2017 galt P. naracoortensis als Synonym von L. gallinacea.